# Cantó de Moûtiers
El cantó de Moûtiers és un cantó francès del departament de la Savoia, situat al districte d'Albertville. Té 16 municipis i el cap és Moûtiers.

## Municipis
- Aigueblanche
- Les Avanchers-Valmorel
- Le Bois
- Bonneval
- Feissons-sur-Isère
- Fontaine-le-Puits
- Hautecour
- La Léchère
- Moûtiers
- Notre-Dame-du-Pré
- Saint-Jean-de-Belleville
- Saint-Marcel
- Saint-Martin-de-Belleville
- Saint-Oyen
- Salins-les-Thermes
- Villarlurin

## Història
| Període                                  | Identitat        | Partit          | Qualitat |
| ---------------------------------------- | ---------------- | --------------- | --- |
| Les dades anteriors no són pas conegues. |                  |                 | |
| 1945-1976                                | Joseph Fontanet  | MRP després CDP | Diputat (1956-1959, 1962-1969 i 1973) Ministre (1959-1962 et 1969-1973) President delo Consell General (1964-1976)                                        |
| 1976-1982                                | Maurice Blanc    | PS              | Diputat (1974-1978) |
| 1982-1994                                | Gilbert Tartarat | RPR             | Alcalde de Moûtiers |
| 1994-en curs                             | Hervé Gaymard    | RPR després UMP | Diputat (1993-1995, 1997-2002 i des de 2005) antic conseller regional, antic ministre (1995-2005) President del Consell General (1999-2002 i des de 2008) |

## Demografia
| 1882                                            | 1926 | 1962 | 1968 | 1975 | 1982   | 1990   | 1999   | 2006   |
| ?                                               | ?    | ?    | ?    | ?    | 15.311 | 16.089 | 15.913 | 16.090 |
| ----------------------------------------------- | ---- | ---- | ---- | ---- | ------ | ------ | ------ | ------ |
| A partir de 1990: Població sense dobles comptes |      |      |      |      |        |        |        |        |